# Ryan Crocker
Ryan Clark Crocker (Spokane, 19 giugno 1949) è un diplomatico statunitense, attuale ambasciatore in Afghanistan.

## Biografia
Nato a Spokane, ma cresciuto in vari stati (Marocco, Turchia, Canada), Crocker frequentò lo University College Dublin.
Entrato al dipartimento di Stato degli Stati Uniti negli anni settanta, venne inviato in varie sedi diplomatiche del Medio Oriente come Khorramshahr e Doha.
Successivamente lavorò in Iraq e in Libano, dove fu testimone del massacro di Sabra e Shatila.
Nel 1994 Bill Clinton lo nominò ambasciatore in Kuwait, dove rimase fino al 1999, anno in cui sempre il Presidente Clinton lo destinò all'incarico di ambasciatore in Siria.
Nel 2002 George W. Bush lo nominò chargé d'affaires in Afghanistan e successivamente dal 2004 al 2007 gli assegnò l'incarico di ambasciatore in Pakistan. Fu proprio Bush poi a coniare per lui il soprannome di "Lawrence d'Arabia americano".
Nel 2007, quando Zalmay Khalilzad venne nominato ambasciatore statunitense presso le Nazioni Unite, Crocker fu scelto per sostituirlo come ambasciatore in Iraq. Nel febbraio 2009, dopo l'insediamento del nuovo Presidente Barack Obama, Crocker dovette lasciare l'incarico ma alcuni mesi dopo venne nominato decano della Bush School of Government and Public Service.
Nell'aprile del 2011 Obama gli riaffidò l'incarico di ambasciatore in Afghanistan.
Oltre ai vari riconoscimenti attribuitigli nel corso degli anni, nel 2009 Crocker ha ricevuto la Medaglia presidenziale della libertà per il suo impegno diplomatico.